# Chijioke Akuneto
Chijioke Akuneto (* 10. Oktober 1997) ist ein nigerianischer Fußballspieler.

## Karriere
Chijioke Akuneto stand von 2017 bis Juni 2019 beim MFM FC unter Vertrag. Der Verein aus Lagos spielte in der ersten nigerianischen Liga. Für den Verein bestritt er 32 Ligaspiele. Am 1. Juli 2019 wechselte er zum Ligakonkurrenten Heartland FC. Mit dem Verein aus Owerri stand er 29 mal in der ersten Liga auf dem Spielfeld. Rivers United FC, ein Erstligist aus Port Harcourt, nahm ihn am 1. November 2021 unter Vertrag. Am Ende der Saison feierte er mit dem Verein die nigerianische Meisterschaft. Mit 19 Toren wurde er Torschützenkönig der Liga.

## Erfolge
Rivers United FC
- Nigerianischer Meister: 2021/22

## Auszeichnungen
Nigeria Professional Football League
- Torschützenkönig: 2021/22 (19 Tore)